# Scusi, dov'è il Nord Est?
Scusi, dov'è il Nord Est? è un film del 2000 diretto da Stefano Missio.

## Trama
Due self-made-man hanno avuto successo. Il primo è Paolo Rapuzzi, produttore di vino, che ha puntato tutto sulla produzione di un vitigno dimenticato, addirittura proibito dalle leggi italiane: oggi lo schioppettino, questo è il nome del vitigno, è uno dei più pregiati vini italiani. Il secondo personaggio è Edoardo Roncadin, partito operaio per la Germania, diventato gelataio, è ritornato nel suo Paese con l'idea di vendere surgelati porta a porta. Nessuno ci credeva, oggi il suo fatturato è di 500 milioni di dollari l'anno.

## Distribuzione
Il film è stato trasmesso su arte, Tele+ e LA7.

## Premi e riconoscimenti
Il film è stato selezionato per il concorso DOC2000 al 18 Torino Film Festival.